# Dirk Stoop
Dirk Stoop foi um pintor holandês. Existem inúmeras versões alternativas do seu nome, que incluem Thierry (em França) ou Rod(e)rigo em Portugal, mas todos eles se referem ao mesmo artista..
Dirk Stoop nasceu em Utrecht em 1610 ou 1618. O seu pai era o pintor Willem Jansz. van Stoop e seu irmão Maerten era também pintor, especialmente de cenas de guerra. De acordo com Houbraken, o seu pai tinha sido também o primeiro mestre de Abraham Diepraam. Houbraken considerava que Dirk Stoop era um dos melhores pintores de cavalos. Tornou-se conhecido por pintar paisagens italianas com festas de caça, paisagens de portos, cenas de cavalaria, pinturas históricas, naturezas mortas e altares que foram sendo bastante valorizadas no seu tempo. 
Era também gravador, sendo conhecidas uma série de gravuras de 12 cavalos, que existe hoje na coleção do Museu Britânico e uma série de vinte figuras e animais que elaborou antes de partir para Inglaterra.
Em 1638 Dirk Stoop integrava a guilda de pintores de Utrecht. Passou depois a viver em Roma, onde terá colaborado com outros pintores holandeses. Regressou a Utreque em 1647. Sobre o seu percurso na década seguinte sabe-se pouco, mas pensa-se que terá procurado trabalho em Inglaterra.

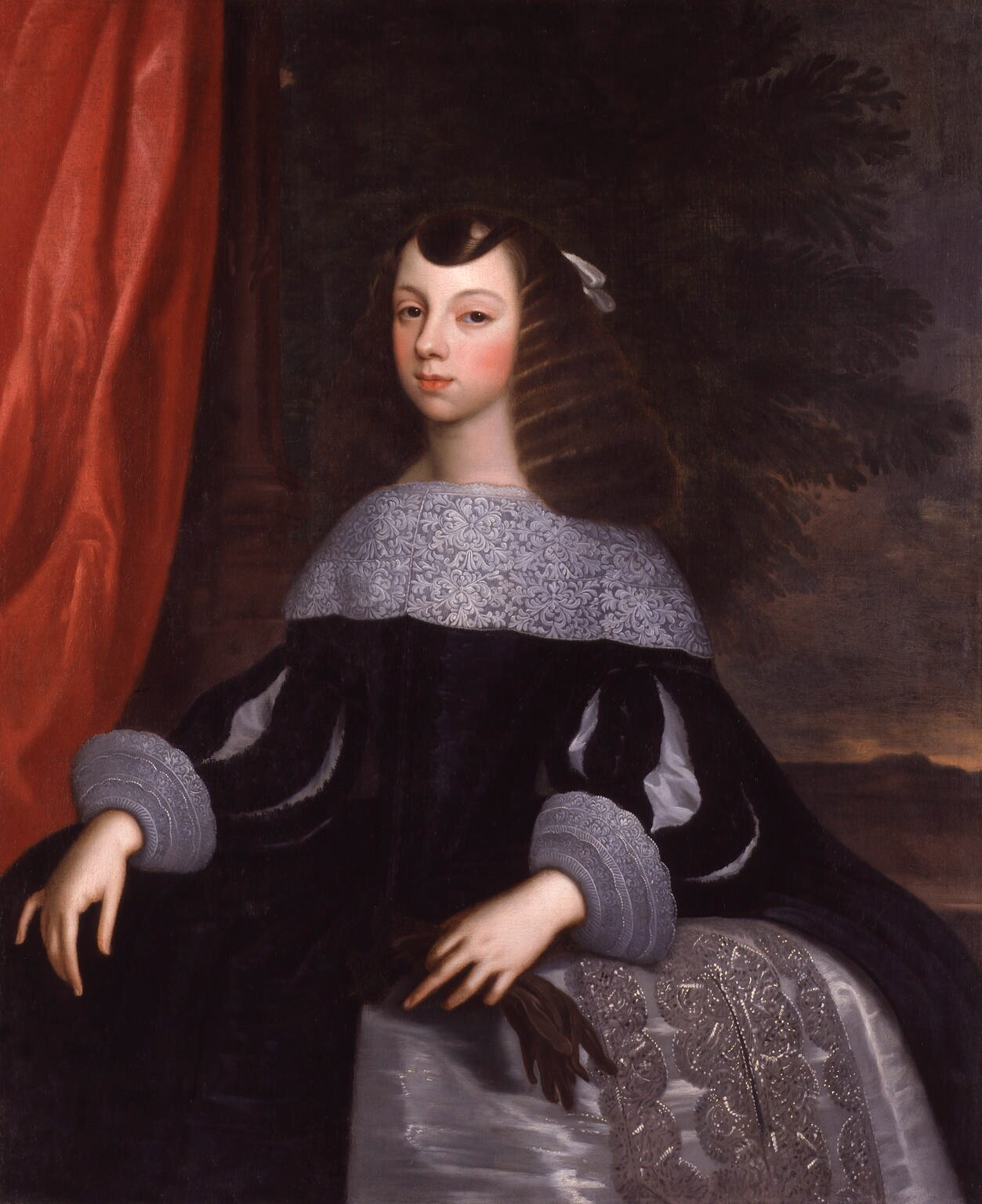
Retrato de Catarina de Bragança, c. 1661; National Portrait Gallery

Dirk Stoop estabeleceu-se Lisboa em 1661, por razões ainda pouco conhecidas, mas que podiam estar relacionadas com os contactos que terá estabelecido em Londres com o embaixador português Francisco de Melo e Torres, Conde da Ponte e futuro marquês de Sande, e com o almirante Edward Montagu, 1.º conde de Sandwich, enviado a Portugal em 1661-1662 para tratar do casamento de Carlos II com Catarina de Bragança, especialmente do dote da princesa e da transferência de Tânger para a coroa inglesa. Stoop ter-se-á então tornado pintor da corte da princesa Catarina, tendo aceite várias encomendas para a família real portuguesa, desde retratos a paisagens. O conde de Sandwich também patrocinou algumas das suas obras portuguesas. Em Portugal, Dirk Stoop passou a assinar como Rod(e)rigo Stoop. 

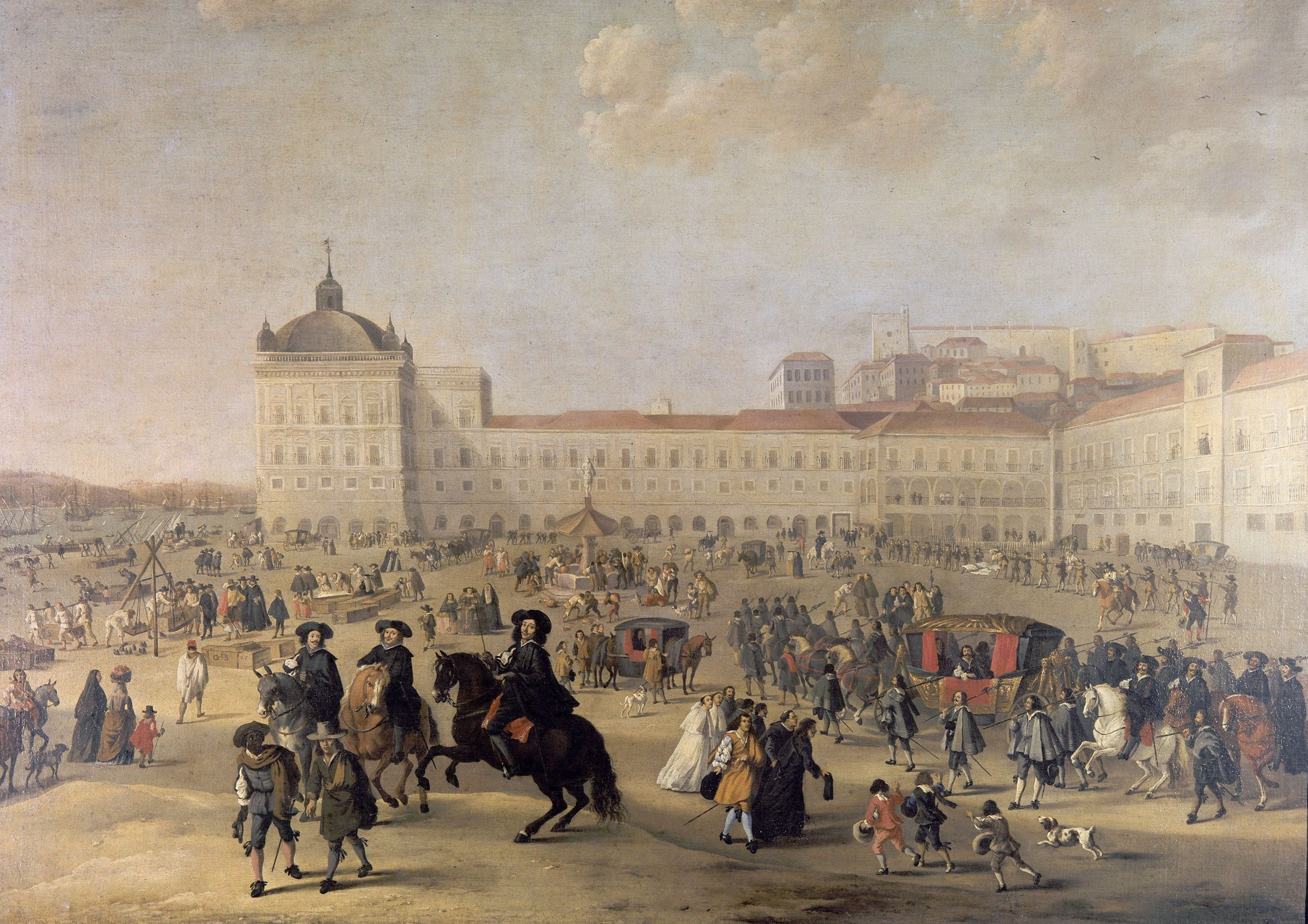
Terreiro do Paço no século XVII; Museu de Lisboa.

Stoop pintou duas famosas telas com vistas de Lisboa, a célebre vista do Terreiro do Paço e do Paço da Ribeira, em Lisboa, hoje existente no Museu de Lisboa, bem como a vista do Mosteiro dos Jerónimos, existente no Museu Mauritshuis, em Haia. Em Lisboa realizou também em 1661-1662 uma notável série de oito gravuras com vistas da cidade, legendadas em português, que foram posteriormente imitadas por outros artistas e copiadas por vezes com legendas falsas.
Aquando do noivado de Catarina de Bragança com Carlos II de Inglaterra, em 1662, Stoop realizou uma série de sete gravuras que registam as festividades do noivado e o progresso da comitiva da princesa desde Lisboa, passando por Portsmouth até ao Hampton Court, dedicadas à princesa sua patrona, a Edward Montagu, Conde de Sandwich, ao rei Carlos II, ao Conde da Ponte, ao Duque de York, ao Duque de Ormond e a John Frederick, mayor de Londres, e assinadas como Rod(e)rigo Stoop ou Theod(orus) Stoop. Acompanhou a comitiva da princesa até Londres, passando a viver em Inglaterra..
Durante a sua estadia em Inglaterra, juntamente com Wenceslaus Hollar, criou as gravuras para a primeira parte da edição inglesa de John Ogilby das Fábulas de Esopo. 
Em 1662, pintou uma panorâmica do desfile da coroação do rei Carlos II de Inglaterra, ocorrido em 22 de abril de 1661.
Depois de uma estadia de cerca de três anos, abandonou Londres, provavelmente devido à peste de 1665-1666 e terá voltado a Utrecht. Sabe-se que em 1667 já estava em Hamburgo, onde permanecia em 1681, e lá terá provavelmente morrido em 1686, embora algumas fontes indiquem Utrecht como local da sua morte..
O seu filho Peter Stoop também foi pintor.